# Yponomeuta africanus
Yponomeuta africanus is een vlinder uit de familie stippelmotten (Yponomeutidae). De wetenschappelijke naam van deze soort is voor het eerst geldig gepubliceerd in 1860 door Henry Tibbats Stainton.
De soort komt voor in het Afrotropisch gebied.